# Овташен (Арарат)
Овташен (вірм. Հովտաշեն) — село в марзі Арарат, у центрі Вірменії. Село розташоване за 6 км на південь від міста Масіс, за 12 км на північний захід від міста Арташат, за 3 км на захід від села Мргавет та за 2 км на схід від села Норамарг.